# 国鉄キハ56系気動車
- 国鉄キハ58系気動車 > 国鉄キハ56系気動車

キハ56系気動車（キハ56けいきどうしゃ）は、日本国有鉄道（国鉄）が1961年から北海道向けに設計・製造した急行形気動車（ディーゼル動車）である。
本項の「キハ56系」は、同一の設計思想により製造された気動車を便宜的に総称したものでキロ26形・キハ27形・キハ56形の3形式およびこれらの改造車を指す。

## 概要
キハ58系気動車の系統に属する急行形気動車のうち、酷寒・多雪な北海道の気候に対応した耐寒耐雪装備を施されているグループで、急行形気動車の中で最初に登場した。それまで蒸気機関車の牽引する客車急行列車が主流であった北海道において速度向上や設備改善に実績を挙げた。
1980年代以降、赤字ローカル路線の廃止や急行列車廃止による余剰老朽化で廃車が進行し、2002年までに全車が運用を離脱。形式消滅となった。

## 開発の経緯
1950年代初頭、北海道の主要幹線に運転される急行列車は、すべて蒸気機関車が牽引する客車列車で、一般に鈍足であった。また北海道向けの車両は、特殊な耐寒耐雪設備を要することもあって潤沢には製造されない傾向があった。したがって道内の車両数は常に不足しており、特に幹線の輸送力は逼迫していた。
北海道での気動車優等列車は、1957年6月に釧網本線の釧路 - 川湯（現・川湯温泉）間に臨時列車として運転開始した準急「摩周」が最初である。これは普通列車用のキハ12形を用いたものであった。以後1960年頃までに、札幌地区を中心とした気動車準急網が整備されたが、それらに使用される車両はいずれも普通列車用のキハ12形やキハ21形・キハ22形のみであった。
一方、1956年から製造された準急形気動車キハ55系は、日本全国に準急列車のネットワークを構築する成果を上げ一部は急行列車にも充当された。北海道でも本州からの借り入れの形で準急「アカシヤ」に充当されたが、キハ55系は元々暖地向けの設計であるため耐寒耐雪対策が施されておらず、冬期を前にして本来の所属基地に返却する措置が取られた。
この実績に基づいて、再び本州から借り入れたキハ55系を投入し、1960年7月1日から北海道初の気動車急行列車「すずらん」が、函館 - 札幌間に運転を開始した。全車指定席のこの列車は、函館 - 札幌間を室蘭本線・千歳線経由で函館本線小樽経由の客車急行列車に比べて30分のスピードアップとなる5時間で走破した。もっとも55系の耐寒問題自体は解決しておらず、55系はこのシーズンの冬期には再び本州に返却され、代わって普通列車用のキハ22形で長編成を組んで「すずらん」に充当している。「すずらん」の成功は、道内でも長距離列車における気動車の有効性を強く認知させた。
キハ55系を主体に運行が広まった準急気動車列車は、1950年代後半、快適な居住性と高速性が高く評価され全国各地で成功を収めたことから、急行列車についても気動車化を促進する気運が高まった。が、キハ55系は元々準急用であり急行用としては設備グレードがやや低いことから、1ランク上の設備を備えた急行形気動車が計画された。これがのちのキハ58系である。
この計画の中には北海道用の耐寒耐雪形も含まれており、特に輸送事情の逼迫した北海道向けに、本州以南の暖地向けは、既にキハ55系が在るので、北海道では、一部のキハ55系を対寒冷地向け改造を施し配属のみであったので、本州のキハ58系を差し置いていち早く開発が進められることになった。こうして1961年初頭に登場したのが本系列である。

## 諸元
広幅車体・高運転台構造・接客設備など多くのスペックは後から製造されたキハ58系と同等であるが、酷寒地の北海道で運用されることから先行開発された北海道用一般車のキハ22形同様にさまざまな耐寒耐雪装備が施された。
小型客室窓
外観で最もわかりやすい特徴である。採用理由は本州並みの大型窓では保温性に難があるためで、2等車の窓はキハ58形より上下寸法が100mm小さい。以前の北海道用車両と同様に二重窓であるが、内窓には初めてFRP製窓枠を採用した。1等車のキロ26形も連続窓ではなく、独立した小窓としたのは同様理由である。
温水暖房
エンジン冷却水を利用する暖房方式である。本州向け車両との相違点は、床下ラジエーターと客室放熱器を直列配管とする方式をキハ22形ならびに本系列では並列配管とし強力な暖房能力を確保した。
床表面材
キハ56・27形ではリノリウムや鋼板などを使わず保温性に優れる木張りとした。これには当時の北海道では冬期に雪靴・雪下駄へ滑り止め用金具を装着することが多く木張り以外では耐久性に難があったという事情もある。
凍結防止対策
ドアレールや汽笛など随所にエンジン冷却水を引き回す温水管や電熱ヒーター・オーバークール防止用ラジエーターシャッターを装備するほか、エンジン本体には防雪カバーも装着された。

## 新造形式
ここでは、各形式を番台区分して解説するものとする。なお1961年3月落成の先行製造車キハ56 1 - 5・キハ27 1 - 12・キロ26 1 - 5については、その後の増備車とは主に以下のような差異が見られる。
- 車体断面形状が異なり裾絞りが直線的
- 先頭車の前照灯・前面通風口をやや内側に設置
- 乗務員室扉と前位出入口の間に取り付けられている握り棒が長い
- キハ56・キハ27の連結面に窓がない

### キハ56形
本系列の基本形式である2エンジン装備の2等車。1961年から1968年までに合計112両製造された。キハ58系におけるキハ58形に相当する。
国鉄気動車を製造するメーカーは多数存在したにもかかわらず、本形式は210 - 214を富士重工業と138-151を帝國車輛工業で製造した以外すべて新潟鐵工所が製造を担当した。

#### 0番台（1 - 47）
1961年から1962年にかけて製造された初期形。キハ58形0番台に相当する。1986年にキハ53形500番台に改造された6両を除き、1987年の国鉄分割民営化までに全車廃車された。

#### 100番台（101 - 151）
1963年から1967年にかけて製造されたグループ。長大編成対応（詳細は「国鉄キハ58系気動車#長編成化対応車」を参照）の改良がされており、キハ58形400番台に相当する。
国鉄時代に2両がキロ59形に、4両がキハ53形500番台に改造された。民営化時には、上記改造車と廃車となった108・110・114を除いた41両が北海道旅客鉄道（JR北海道）に継承されたが、2000年までに全車廃車された。
なお148は札幌圏での混雑緩和策としてセミクロスシート化され、同時にJR北海道の普通列車用の塗装となった。これは当系列唯一の近郊型改造施工で主に札沼線などで運用された。

#### 200番台（201 - 214）
1968年に製造された最終増備グループ。キハ58形1100・1500番台に相当する番台区分で車体断面の変更を含む改良が行われた。その最たる部分は、AU13形分散式冷房装置7基をボルトオンで簡単に搭載できる構造の冷房準備工事が施工されており、客室屋根上のベンチレーターがなく屋根部の形状も従来よりフラットで高さも抑えめに外観の印象は大きく変化している。また前面窓はパノラミックウインドウとなり、運転台下部にも排障器（スカート）を採用した。
しかし夏が短く猛暑日も少ない気候事情も考慮し、道内気動車急行の普通車への冷房搭載は指定席車も含めて見送られたことから冷房搭載改造はない。
1969年10月1日から1970年2月28日にかけて、キハ56系列を使用した特急「北斗」が運転された。これは、奥羽本線特急「つばさ」用に新製されたキハ181系の落成が遅れ、本来ダイヤ改正前に「つばさ」から捻出して「北斗」に充当する予定のキハ80系が北海道へ転配できなかったことによる暫定措置であった。同列車の普通車には車齢の新しい本番台が充当され、「北斗」のヘッドマークも装着された。なお特急料金は100円引きの減額措置が取られている。
1986年に201・209・212が「アルファコンチネンタルエクスプレス」へ改造された。
- この改造とは別に後に213が、外板塗色の変更・冷房電源・制御回路のジャンパ連結器追加改造を施工され、「アルファコンチネンタルエクスプレス」の増結車となった。しかし車内がボックス式クロスシートで非冷房のためにサービス格差問題が露呈。実際に増結車として使用される機会は少なく、後に従来の急行色に戻され冷房関係引き通しも撤去された[注 7]。

国鉄時代に事故廃車となった205を除きJR北海道に継承されたが、2002年までに全ての運用から離脱した。

### キハ27形
キハ56形と同型の1エンジン装備の2等車。キハ58系におけるキハ28形に相当する。1961年から1968年にかけ、合計102両製造された。

#### 0番台（1 - 56）
1961年から1962年にかけて製造。キハ28形0番台に相当する。4両がJR北海道に継承されたが、1989年までにすべて廃車となった。

#### 100番台（101 - 129）
1963年から1967年にかけて製造。キハ56形100番台同様の長大編成対応車でキハ28形300番台に相当する。
日本車輌製造製の125 - 129は、手違いから行き先札差しと愛称・種別札差しの取り付け位置が本州以南用の車輌と同じ位置に取り付けられており、その札差しの下端部と上端部に挟まれた位置が塗り分けの位置であった為に、窓周りの赤11号の帯幅がキハ58と同寸（天地方向に太い）で落成しており、その後も札差しの位置がそのままであった為に全検時の再塗装でも修正されていない。
1973年に3両がお座敷車キロ29形に改造された。残りの車両のうち22両がJR北海道に継承されたが、2エンジン車のキハ56より早く1993年までに廃車となった。

#### 200番台（201 - 217）
1968年に製造。キハ56形200番台同様の前面パノラミックウインドウの冷房準備仕様車でキハ28形500（2500）・1000（3000）番台に相当する。
全車両がJR北海道に継承された。民営化後に6両が夜行快速列車「ミッドナイト」用に改造転用されたが、それ以外は非冷房のまま1998年までに廃車された。

### キロ26形
本系列唯一の新製1等車で、1961年から1968年にかけて28両が製造された。キハ58系におけるキロ28形に相当する。
本州以南用の急行形電車・気動車の1等車とは異なり2連窓ではなく座席1列ごとに独立した1段上昇窓が1枚ずつ並んでいる。車内はキロ28形と同様のリクライニングシートで、定員もキロ28形と同じく52人である。床は普通車とは異なりリノリウム張りとした。
等級帯は最初期に落成した車両のみ青1号としたが、直後の1961年7月に等級帯を淡緑6号に変更したため、同年夏以降落成した車両からは新帯色で落成。青1号等級帯車も短期間で淡緑6号に塗替えられた。
なお、車体断面形状・トイレならびに洗面所位置の設計変更を実施したキロ28 2309 - 2314・2508 - 2518に相当するグループは製造されていない。

#### 0番台（1 - 18）
1961年から1962年にかけて製造。キロ28形0番台に相当する。当初は非冷房であったが、1964年から1968年にかけてAU13形分散式冷房装置6基と自車給電用の4DQ-11P冷房用発電装置を搭載して冷房化された。
1985年3月14日のダイヤ改正で北海道内の気動車急行列車のグリーン車が全廃されたことで用途がなくなり、国鉄時代の1986年までに廃車された。

#### 100番台（101 - 107）
1963年から1966年にかけて製造。キロ28形100番台に相当する。101 - 103は1 - と同仕様で非冷房、104 - 107は強制通風装置付で冷房準備仕様。いずれも1968年までに冷房化された。
0番台同様、道内の気動車急行のグリーン車廃止により用途がなくなり、国鉄時代の1987年までに廃車された。

#### 200番台（201 - 203）
1968年に製造。当初から冷房付。同時期に製造されたキロ28形300番台（301 - 308）・500番台（501 - 507）に相当する。
道内気動車急行のグリーン車廃止により203は民営化前に廃車されたが、残存した2両は「アルファコンチネンタルエクスプレス」用改造種車となりJR北海道に承継された。
- 201：キハ29 1に改造。
- 202：増結車として外板塗装が変更されたが1988年に廃車。

### 製造年・製造会社別一覧
| 製造年 | 形式    | 東急車輛製造 | 新潟鐵工所 | 帝國車輛工業  | 日本車輌製造 | 富士重工業 |
| ------ | ------- | ------------ | ---------- | ------------- | ------------ | ---------- |
| 1961   | キハ 27 | 1 - 22       |            |               |              |            |
| 1961   | キハ 56 |              | 1 - 30     |               |              |            |
| 1961   | キロ 26 |              |            | 1 - 5 11 - 15 | 6 - 10       |            |
| 1962   | キハ 27 | 23 - 39      |            | 40 - 56       |              |            |
| 1962   | キハ 56 |              | 31 - 47    |               |              |            |
| 1962   | キロ 26 |              |            | 16 - 18       |              |            |
| 1963   | キハ 27 | 104 - 107    |            | 101 - 103     |              |            |
| 1963   | キハ 56 |              | 101 - 116  |               |              |            |
| 1963   | キロ 26 |              |            | 101 - 103     |              |            |
| 1965   | キハ 27 |              |            | 108 - 118     |              |            |
| 1965   | キハ 56 |              | 117 - 124  |               |              |            |
| 1965   | キロ 26 |              |            | 104・105      |              |            |
| 1966   | キハ 27 |              |            | 119 - 124     |              |            |
| 1966   | キハ 56 |              | 125 - 137  |               |              |            |
| 1966   | キロ 26 |              |            | 106・107      |              |            |
| 1967   | キハ 27 |              |            |               | 125 - 129    |            |
| 1967   | キハ 56 |              |            | 138 - 151     |              |            |
| 1968   | キハ 27 |              | 201 - 214  | 215 - 217     |              |            |
| 1968   | キハ 56 |              | 201 - 209  |               |              | 210 - 214  |
| 1968   | キロ 26 |              |            |               |              | 201 - 203  |

## 改造車

### キロ29・59形（お座敷車）
国鉄時代の1973年にキハ27形を改造したキロ29形が道内初のお座敷車である。3両が改造され編成には「くつろぎ」の愛称が付けられ、単独編成を組んで団体専用列車で運用されたほか定期急行列車に増結される場合もあった。大きな改造点を以下に示す。
- 乗務員室後方のデッキは物置としたため助士席側客室扉を閉鎖した。
- 車内は片側通路式のお座敷構造とし、客室は固定された畳が18畳と跳ね上げ式の畳が10畳とした。
- 客室には欄間があり3分割することも可能とした。
- 天井内張は屋形船と同様の船底型でアルミ化粧板仕上げとした。

冷房は装備されず夏には市販されているお座敷用の扇風機を客室内に設置した。特殊な編成・車両を含めて独自塗装を施すことが当時は認められなかったため、外部塗装は大きく変更されず、窓下に淡緑色の帯を追加しグリーン車マークを入れたのみである。改造施工は、1が旭川工場、2が苗穂工場、3が五稜郭工場。

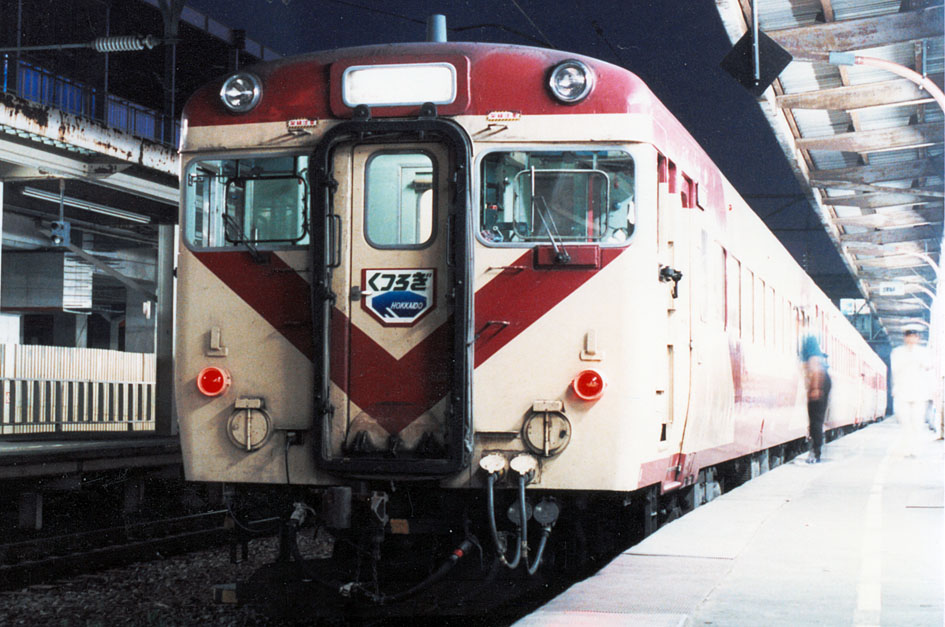
キロ29「くつろぎ」
クリーム1号・赤2号塗装時代

1984年には、苗穂工場でキハ56形を改造したキロ59形が登場した。前回の改造から10年以上経過したこともあり、以下の変更点がある。
- カラオケ装置・オーディオ設備・冷蔵庫などを追加。
- 扇風機に代わりラインフロー式換気装置（ラインデリア）を設置。
- 天井は舟底天井ではなく原形車両のままで木目化粧板とした。
- 乗務員室後方物置の設計変更が行われたため運転席後方の客用扉は閉鎖となった。

塗装はクリーム1号の地に赤2号の模様を入れたものに変更となり、同時にキロ29形も同色に塗り替えられたほか、車両個別に北海道の湖にちなんだ愛称が付けられた。
- キロ59 1：「大沼」
- キロ59 2：「洞爺」
- キロ29 1：「支笏」
- キロ29 2：「摩周」
- キロ29 3：「サロマ」

1987年4月1日の分割民営化時にも全車承継され、JR発足記念団体臨時列車「旅立ちJR北海道号」（上野 → 青森 → 函館 → 札幌）の函館 - 札幌間に充当された。後にサブエンジン式冷房装置で冷房化されると同時に快速「ミッドナイト」用車両と同様の白地に「緑2号」の帯とアクセントの萌黄色に再度塗装変更された。
快速「ミッドナイト」で運用されていたキハ27形カーペットカーの検査時代走や多客時の増結車として運用されることもあったが、老朽化から後継となるキハ40系改造お座敷車が登場した後、1997年にはキロ29 2・3・キロ59 2が廃車となり1999年に全車廃車された。
- キハ27 122 - 124→キロ29 1 - 3
- キハ56 134・135→キロ59 1・2

### キハ56形550番台

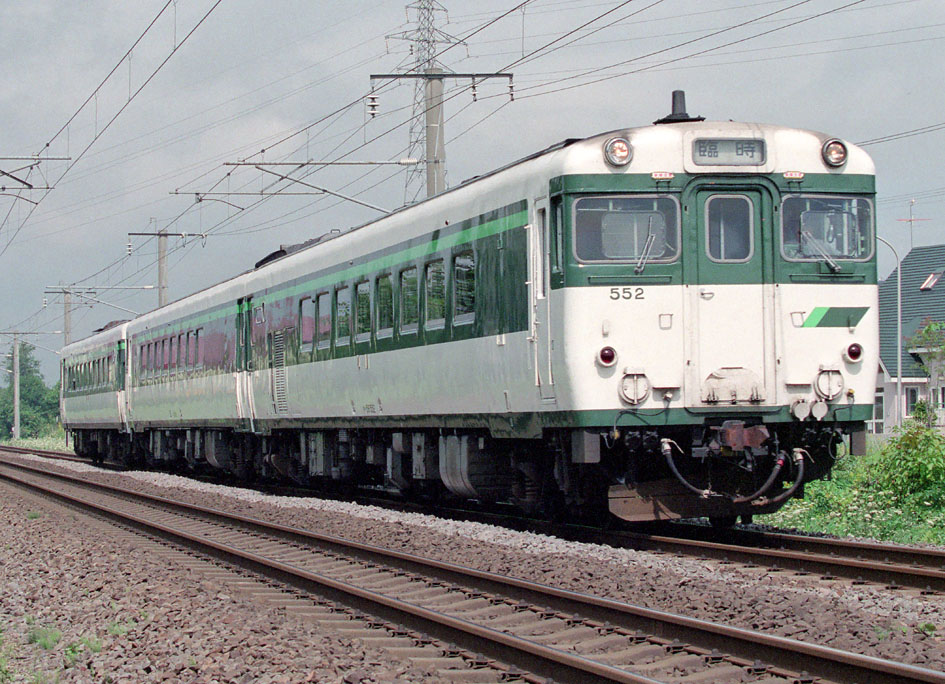
キハ56 552

1990年に苗穂工場で改造されたカーペットカーで、サブエンジン式冷房装置での冷房化と乗務員室後方の客用扉が埋め込まれたほか、当初から快速「ミッドナイト」と同様の車体色と車内もほぼ同一仕様で多客時にはカーペットカーの増結車として運用されることもあった。そのため形式は普通車扱いのキハ56形のままであるが、車体番号は550番台に区分された。
- キハ56 124→キハ56 551
- キハ56 145→キハ56 552

### キハ53形500番台（501 - 510）
1986年に苗穂工場・釧路車両所・五稜郭車両所でキハ56形を両運転台化改造したものである。形式的にはキハ45系一般形グループのキハ53形500番台に区分されたが、本来のキハ45系とは全く無関係である。
国鉄末期の当時、1両単行での運転が可能な北海道用強力形気動車は存在しなかったことから、北海道では急勾配路線でも、普通列車についてはキハ22形・40形など低出力の1エンジン1軸駆動車で無理をして運転されるケースが多かった（辛うじて登坂できたが、著しい鈍足を免れなかった）。更に北海道特有の事情として冬期の降雪時には排雪抵抗が増すため、1両で充分な輸送量しかない赤字ローカル線でも、冗長性確保のため1エンジン車2両編成以上での不経済な運用がしばしば行われていた。その改善策として2エンジン・2軸駆動のキハ56形を両運転台化改造したのが当形式キハ53形の当区分番台500番台である。
改造内容を以下に示す。
- 種車のキハ56形車体から運転台と反対の連結面側を切断し、廃車になったキハ56・27形から切断・流用した運転台を接合し両運転台化。
  - 502の接合運転台は、下部の裾絞りの車体断面形状が、2次車の曲絞りと異なる1次車のキハ27 2から切り取った運転台部分の為に、接合部で下部の裾曲げが腰高で直折りで異なり、微妙なずれが生じている。また前部標識灯が100mmづつ両側から内側へ寄っていたり、其の下の通風孔の位置、手摺りの長さ等の初期製造車輌の形状を唯一遺していた。
- 接合運転台側へ新たにデッキから出入りするタイプのトイレ[注 10]を設置。
- トイレ側面の座席をロングシートに変更し 吊革を設置。
- 屋根上水タンクを車室内に移設。
- 504 - 506を除き車体側面にキハ40形100番台同様の露出雨樋縦管を設置。

当初は旭川運転所と釧路運転所（現・釧路運輸車両所）に配置され、根室本線急行「ノサップ」では単行で使われたほか、名寄本線直通急行「大雪」・宗谷本線急行「宗谷」「天北」「サロベツ」・根室本線急行「狩勝」の増結車運用にも投入されたが、早期に普通列車専用となった。JR化後も深名線や札沼線末端区間などの閑散ローカル線において、多くは単行（1両）で運用された。
老朽化・深名線廃止・札沼線末端区間へキハ40形400番台投入によるワンマン運転開始に伴いワンマン化改造未施工のまま1996年までに全車廃車となった。また塗装は最後までクリーム色4号と赤11号の急行色で運用された。
| キハ53形車番 | 改造種車   | 運転台供出車 | 改造施工所 |
| ------------ | ---------- | ------------ | ---------- |
| キハ53 501   | キハ56 14  | キハ27 37    | 苗穂       |
| キハ53 502   | キハ56 15  | キハ27 2     | 釧路       |
| キハ53 503   | キハ56 19  | キハ27 22    | 五稜郭     |
| キハ53 504   | キハ56 40  | キハ56 20    | 五稜郭     |
| キハ53 505   | キハ56 47  | キハ27 52    | 苗穂       |
| キハ53 506   | キハ56 113 | キハ56 46    | 苗穂       |
| キハ53 507   | キハ56 120 | キハ27 39    | 五稜郭     |
| キハ53 508   | キハ56 121 | キハ27 21    | 五稜郭     |
| キハ53 509   | キハ56 139 | キハ27 33    | 釧路       |
| キハ53 510   | キハ56 34  | キハ56 17    | 釧路       |

### キハ59系（アルファコンチネンタルエクスプレス）
1985年に登場したリゾート気動車（キハ59 1・2・101、キハ29 1）。

### 「ミッドナイト」用改造車

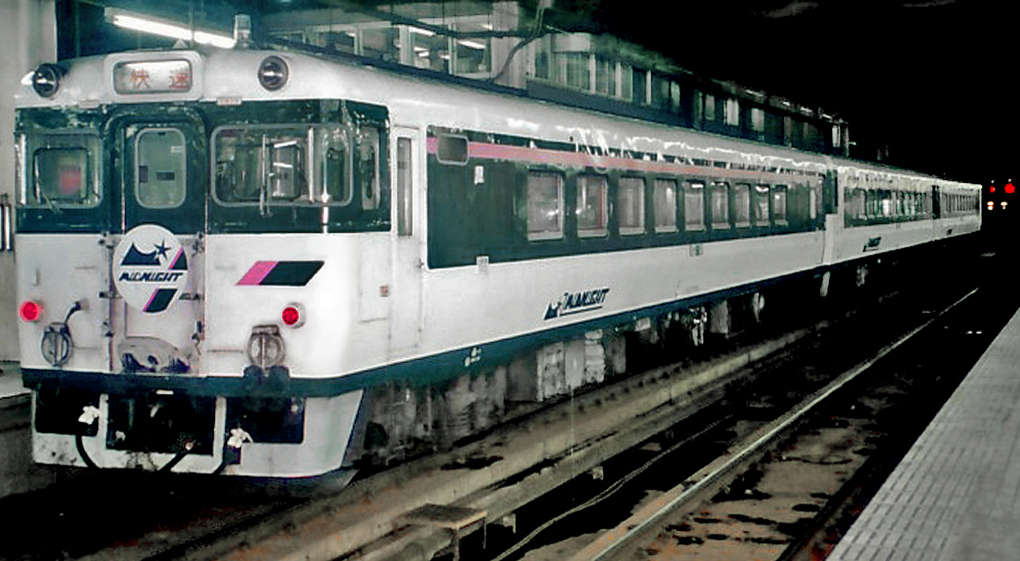
快速「ミッドナイト」用改造車
1996年3月 札幌

函館-札幌間夜行快速「ミッドナイト」用として、キハ27形200番台車6両を1988年ならびに1990年に改造したグループである。
函館 - 札幌間には、国鉄末期まで函館本線小樽経由の夜行普通列車が運転されていたが、郵便・荷物列車との併結列車であったため1986年11月ダイヤ改正における郵便・荷物列車全廃と同時に廃止された。しかし、その後もこの区間のエコノミーな移動手段の需要は残されており、1984年から北都交通による夜行バス「オーロラ号」（現・「高速はこだて号」）が運転されて好成績を収めていた。
上記の状況に危機感を抱いたJR北海道は1988年7月から、当初は毎日運転の臨時列車扱いで函館 - 札幌間に室蘭本線・千歳線経由で全車指定席の夜行快速列車「ミッドナイト」を新設した。ダイヤは従来からあった夜行臨時急行「すずらん」に沿う形で設定され約7時間での運転としたが、夜行バス対抗策としてキハ27形200番台に以下の改造を施工した専用車両が投入された。
- 急行形車両の固定クロスシートではリクライニングシート装備のバスに対抗できないため車内を次の2種類へ変更。
  - 座席間隔を広げたバケットタイプのリクライニングシートを装備したドリームカー[注 13]（500番台）
  - 車内の座席を撤去してカーペット敷きとしたカーペットカー（550番台）
- バス用サブエンジン方式のAU34A形冷房装置を搭載して冷房化。
- 塗装を白地に緑2号の帯とアクセントにピンクを配した物に変更。
- 座席車の後部にはミニサロンと自動販売機を、カーペット車の乗務員室後方は女性専用区画となり客用扉とデッキを閉鎖し更衣室を設置した。

改造車は函館運転所（現・函館運輸所）に配置され、当初はカーペットカー+座席車「ドリームカー」の2両編成で運行された。普通乗車券と指定席料金のみで乗車でき、特にカーペットカーは横になって寝られることから評判となり、1990年には定期列車化と多客期の3両編成運転に対応すべく2両が追加改造された。しかし老朽化の進行により2000年にキハ183系気動車に置換えられ、2001年3月31日付けで全車廃車となった。
ミッドナイト用改造車一覧
| 車両番号   | 旧車番     | 施工年月日    | 改造施工所 |
| ---------- | ---------- | ------------- | ---------- |
| キハ27 501 | キハ27 210 | 1988年6月23日 | 苗穂       |
| キハ27 502 | キハ27 217 | 1988年6月25日 | 苗穂       |
| キハ27 551 | キハ27 203 | 1988年6月23日 | 五稜郭     |
| キハ27 552 | キハ27 208 | 1988年6月25日 | 五稜郭     |
| キハ27 553 | キハ27 201 | 1990年3月6日  | 苗穂       |
| キハ27 554 | キハ27 207 | 1990年3月8日  | 苗穂       |

## 保存車両
| 画像 | 番号                            | 所在地                                            | 備考 |
| ---- | ------------------------------- | ------------------------------------------------- | --- |
|      | キハ27 11 キロ26 107 キハ56 23  | 小樽市総合博物館（本館）                          | キハ27 11は車体断面の異なる初期(先行試作車)車体を有する、唯一の現存車である                             |
|      | キハ27 23 キロ26 104 キハ56 16  | 三笠鉄道記念館                                    | |
|      | キハ27 36                       | 北見市                                            | 個人所有であったが、オーナーの死去によりNPO法人オホーツク鉄道歴史保存会が引き継ぎ、管理等を行っている。 |
|      | キハ27 53 キハ27 106            | 樺戸郡月形町                                      | 2010年頃に撤去。                                                                                        |
|      | キハ27 55 キハ27 117 キハ27 118 | 青森市メモリアルシップ八甲田丸前                  | 休憩所として利用されたが、 2012年に解体。                                                               |
|      | キハ27 109                      | 紋別郡西興部村旧上興部駅                          | |
|      | キハ27 113                      | 北見市常呂町「自然体験村虫夢ところ昆虫の家」      | |
|      | キハ56 140                      | 北海道某所                                        | 倉庫として放置されていたが、個人が前頭部を購入して搬出された。 残りの部分は解体された。                 |
|      | キハ56 552                      | 茅部郡森町「ドライブイン山ろく」                  | 切断された後に搬出された模様で その後は動向は不明。                                                     |
|      | キハ27 551 キハ27 552           | 岐阜県高山市奥飛騨温泉郷 奥飛騨ガーデンホテル焼岳 | カラオケルーム化改造・塗色変更。                                                                        |

なお、最後までJR北海道に在籍したキハ56 202・204・211の3両は廃車後も五稜郭駅に隣接する五稜郭車両所に保管されていたが、
202・204は2006年11月に、211は2016年10月に解体された。
うち204については前頭部のみ五稜郭車両所内に保存されていたが、現在では撤去されている。